# 野口祥昌
野口祥昌（のぐち よしまさ、1900年（明治33年）7月30日 - 1970年（昭和45年））は、日本の農業経済学者。

## 来歴
茨城県出身。1918年（大正7年）茨城県立土浦中学校（後の茨城県立土浦第一高等学校）卒業。1927年（昭和2年）北海道帝國大学農学部農業経済学科卒業。同年、北海中学校（後の北海高等学校）教諭。1943年（昭和18年）札幌商業学校（後の北海学園札幌高等学校）教頭。1949年（昭和24年）北海学院兼任教授。1950年（昭和25年）北海短期大学開学に伴い北海短期大学経済科助教授。1959年（昭和34年）札幌商業高等学校（後の北海学園札幌高等学校）校長に就任。学校法人北海学園理事。1968年（昭和43年）上原轍三郎理事長の死去にともない暫定的に学校法人北海学園理事長事務取扱を兼任。1970年（昭和45年）在職中に逝去。
なお、1927年から1932年まで北海道帝国大学農学部助手を兼任。恩師は高岡熊雄。

## 主要論文
『北海道の沿海市町村における人口推移について』（経済論集 北海学園大学経済学会 1955年）